# Chabot piquant
Cottus asper
Espèce
Statut de conservation UICN

 LC  : Préoccupation mineure
Le chabot piquant (Cottus asper) est une espèce de poissons d'eau douce de la famille des Cottidae, dans l'ordre des Scorpaeniformes (Rascasses, grondins, limaces et terpugas) et dans la classe des  Actinoptérygiens (poissons à nageoires rayonnées). Il vit en Amérique du Nord (du sud de l'Alaska à la Californie) et en moyenne 4 ans.